# 日本鉱業佐賀関硬式野球部
日本鉱業佐賀関硬式野球部（にほんこうぎょうさがのせきこうしきやきゅうぶ）は、大分県北海部郡佐賀関町に本拠地を置き、日本野球連盟に加盟していた社会人野球の企業チームである。1987年11月に解散した。
運営母体は、金属製錬事業を手掛ける日本鉱業。

## 概要
1957年12月に日本鉱業の佐賀関製錬所を拠点にチーム結成の話が持ち上がり、1958年春に『日本鉱業佐賀関硬式野球部』として活動を開始した。
1967年、都市対抗野球に初出場を果たした。
1976年、都市対抗野球ではベスト8まで進出し、初出場となった日本選手権では準優勝となった。
1977年、都市対抗野球でベスト4まで進出。
1987年11月、円高不況の影響による経営効率化のため休部が発表され、その後廃部となった。

## 設立・沿革
- 1958年 - 『日本鉱業佐賀関』として創部。
- 1967年 - 都市対抗野球に初出場（2回戦敗退）。
- 1973年 - 第23回日本産業対抗野球大会に初出場（初戦敗退）。
- 1976年 - 日本選手権に初出場（準優勝）。
- 1987年 - 解散。

## 主要大会の出場歴・最高成績
- 都市対抗野球大会 - 出場6回、4強1回（1977年）
- 社会人野球日本選手権大会 - 出場4回、準優勝1回（1976年）
- JABA岡山大会 - 優勝1回（1979年）
- JABA九州大会 - 優勝1回（1963年）

## 主な出身プロ野球選手
- 緒方勝（投手） - 1962年に国鉄スワローズに入団
- 池田重喜（投手） - 1967年ドラフト4位で大洋ホエールズに入団
- 中原勇（投手） - 1969年ドラフト2位で東映フライヤーズに入団
- 中村国昭（内野手） - 1969年ドラフト外でアトムズに入団
- 渡辺麿史（投手） - 1976年ドラフト4位で近鉄バファローズから指名を受け、翌1977年シーズン終了後に入団
- 藤沢公也（投手） - 1977年ドラフト1位で中日ドラゴンズから指名を受け、翌1978年シーズン終了後に入団

## 元プロ野球選手の競技者登録
- 久保木清（元：読売ジャイアンツ） - 外野手→退団